# Július Pašiak
Július Pašiak (22. prosince 1940 Kameňany – 16. srpna 2015 Bardejov) byl slovenský fotbalový brankář.

## Život
Vystudoval pedagogickou fakultu, stal se učitelem jako jeho otec Július Pašiak (20. června 1913 Turčok – 12. července 2004 Jelšava). Celý svůj život zasvětil sportu, zejména fotbalu. Měl velkou zásluhu na rozvoji dalších sportů v Bardejově, za což byl roku 2010 oceněn Cenou primátora města Bardejov. Dlouhé roky pracoval jako ředitel Domu pionýrů a až do odchodu do důchodu jako ředitel Centra volného času. Zemřel po boji se zákeřnou chorobou.

## Hráčská kariéra
S fotbalem začínal v Jelšavě, v československé lize chytal za Tatran Prešov v ročnících 1961/62, 1962/63 a 1963/64. V nižších soutěžích hrál také za Partizán Bardejov.

### Prvoligová bilance
| Ročník                                   | Zápasy | Góly | Minuty | Nuly | Klub          |
| ---------------------------------------- | ------ | ---- | ------ | ---- | ------------- |
| 1. československá fotbalová liga 1961/62 | 1      | 0    | 16     | 0    | Tatran Prešov |
| 1. československá fotbalová liga 1962/63 | 22     | 0    | 1732   | 4    | Tatran Prešov |
| 1. československá fotbalová liga 1963/64 | 2      | 0    | 132    | 1    | Tatran Prešov |
| CELKEM 1. LIGA                           | 25     | 0    | 1880   | 5    |               |

## Trenérská kariéra
- 1995/96, BSC JAS Bardejov – asistent trenéra

Jako hlavní trenér vedl Družstevník Bardejovská Nová Ves.